# Germán Burgos
Germán Adrián Ramón Burgos (Mar del Plata, 1969. április 16. –) korábbi argentin válogatott labdarúgókapus, az Atlético Madrid segédedzője.
Az argentin válogatott tagjaként részt vett az 1998-as és a 2002-es világbajnokságon, az 1995-ös és az 1999-es Copa Américán, illetve az 1995-ös konföderációs kupán.

## Sikerei, díjai
River Plate
- Argentin bajnok (5): Apertura: 1994, 1996, 1997, 1999, Clausura: 1997
- Copa Libertadores győztes (1): 1996
- Libertadores szuperkupagyőztes (1): 1997

Atlético Madrid
- Spanyol másodosztály bajnoka (1): 2001–02